# Madhepura (distrikt)
Madhepura är ett distrikt i Indien.   Det ligger i delstaten Bihar, i den nordöstra delen av landet, 1 000 km öster om huvudstaden New Delhi. Antalet invånare är 2 001 762.
Följande samhällen finns i Madhepura:
- Alamnagar
- Shankarpur
- Madhepura
- Bihārīganj
- Murlīganj